# Birmingham Terminal Station
La Estación Terminal de Birmingham ,o simplemente Terminal de Birmingham, terminada en 1909, fue la principal estación ferroviaria de Birmingham, Alabama (Estados Unidos) hasta la década de 1950. Fue demolido en 1969, y su pérdida aún sirve como imagen unificadora para los conservacionistas locales.

## Historia
Seis de los siete ferrocarriles que sirven a Birmingham se unieron para crear Birmingham Terminal Company a principios del siglo XX. Ellos financiaron un nuevo $2 millones de estaciones terminales que cubren dos cuadras de la ciudad en el extremo este del centro de 5th Avenue North. La estación asumió en gran medida la función de la estación de ferrocarril de Louisville y Nashville en Morris Avenue y 20th Street. Por lo tanto, Louisville y Nashville y Atlantic Coast Line Railroad mantuvieron sus propias estaciones respectivas, separadas de Terminal Station.

## Arquitectura

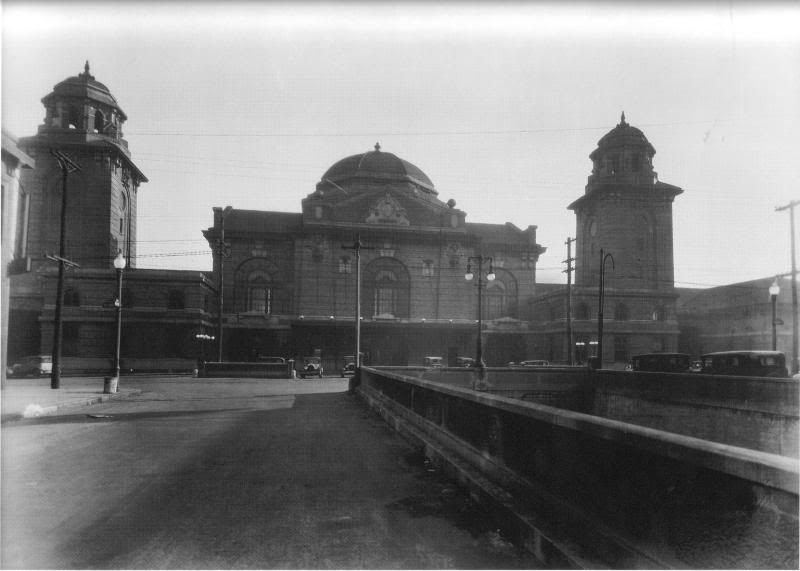
Fachada frontal y metro (ahora el túnel de la Quinta Avenida) en 1923.

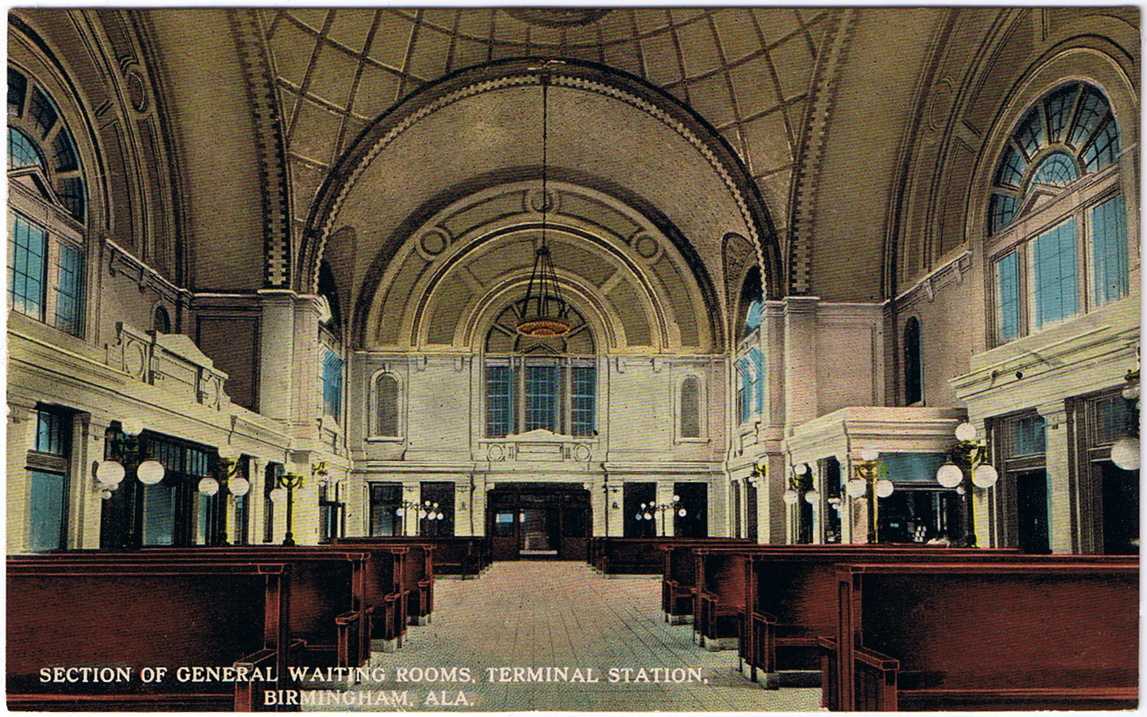
Vista interior, sala de espera general

El arquitecto de la enorme estación Beaux-Arts de inspiración bizantina fue P. Thornton Marye de Washington D. C. El diseño exótico suscitó controversia al principio.
El exterior del edificio se revistió principalmente con ladrillos de color marrón claro. Dos 130 pies (39,6 m) torres rematadas en las alas norte y sur. La sala de espera central cubría 7,6 pies cuadrados (70,6 dm²)   y estaba cubierta por una cúpula central de 64 pies (19,5 m) de diámetro revestido de intrincada azulejería y con un lucernario de vidrio ornamental. Los 16 pies (4,9 m) de las paredes de la sala de espera principal se terminaron en mármol gris Tennessee.
Conectados a la sala de espera principal estaban la taquilla, una sala de espera separada para damas, una sala para fumadores, una peluquería, un puesto de periódicos, un puesto de refrescos y cabinas de teléfono y telégrafo. A lo largo de los vestíbulos norte y sur estaban la cocina, el almuerzo y el comedor, otra sala de fumadores, baños y la sala de espera "de color", un requisito de la estricta segregación racial de Birmingham. El ala norte albergaba dos empresas de transporte urgente, mientras que el sur se utilizaba para la transferencia de equipaje y correo.
Fuera de la estación había diez vías. Una serie de cobertizos "paraguas" superpuestos cubrían las plataformas y las vías. Estos cobertizos brindaban protección contra la lluvia y al mismo tiempo dejaban entrar la luz del sol y el aire fresco. Durante la Depresión, la estación se deterioró, pero resurgió a fines de la década de 1930 durante la Segunda Guerra Mundial. En 1943, la estación se sometió a una renovación de $ 500,000 que incluyó limpieza con chorro de arena, pintura nueva y accesorios interiores nuevos. Durante este período de renacimiento, el tráfico ferroviario alcanzó un máximo de 54 trenes por día.

## Servicios de pasajeros
Los inquilinos de la estación incluían Central of Georgia, Illinois Central, St. Louis-San Francisco ('Frisco'), Seaboard Air Line y Southern Railway .
Los principales trenes de pasajeros con nombre incluyeron:
- Central de Georgia y Central de Illinois:
  - Ciudad de Miami (Chicago-Miami)
  - Seminola (Chicago-Jacksonville)
- St. Louis-San Francisco y Ferrocarril del Sur:
  - Especial Kansas City-Florida (Kansas City-Jacksonville)
  - Sunnyland (Memphis-Atlanta)
- Línea aérea costera:
  - Flor de algodón : Nueva York - Birmingham
  - Correo de pasajeros y expreso : Washington y Portsmouth - Birmingham
  - Cometa de plata : Nueva York y Portsmouth - Birmingham
- Ferrocarril del Sur:
  - Especial de Birmingham (Nueva York-Birmingham)
  - Pelican (Nueva York-Nueva Orleans)
  - Southerner (Nueva York-Nueva Orleans)

## Derribo

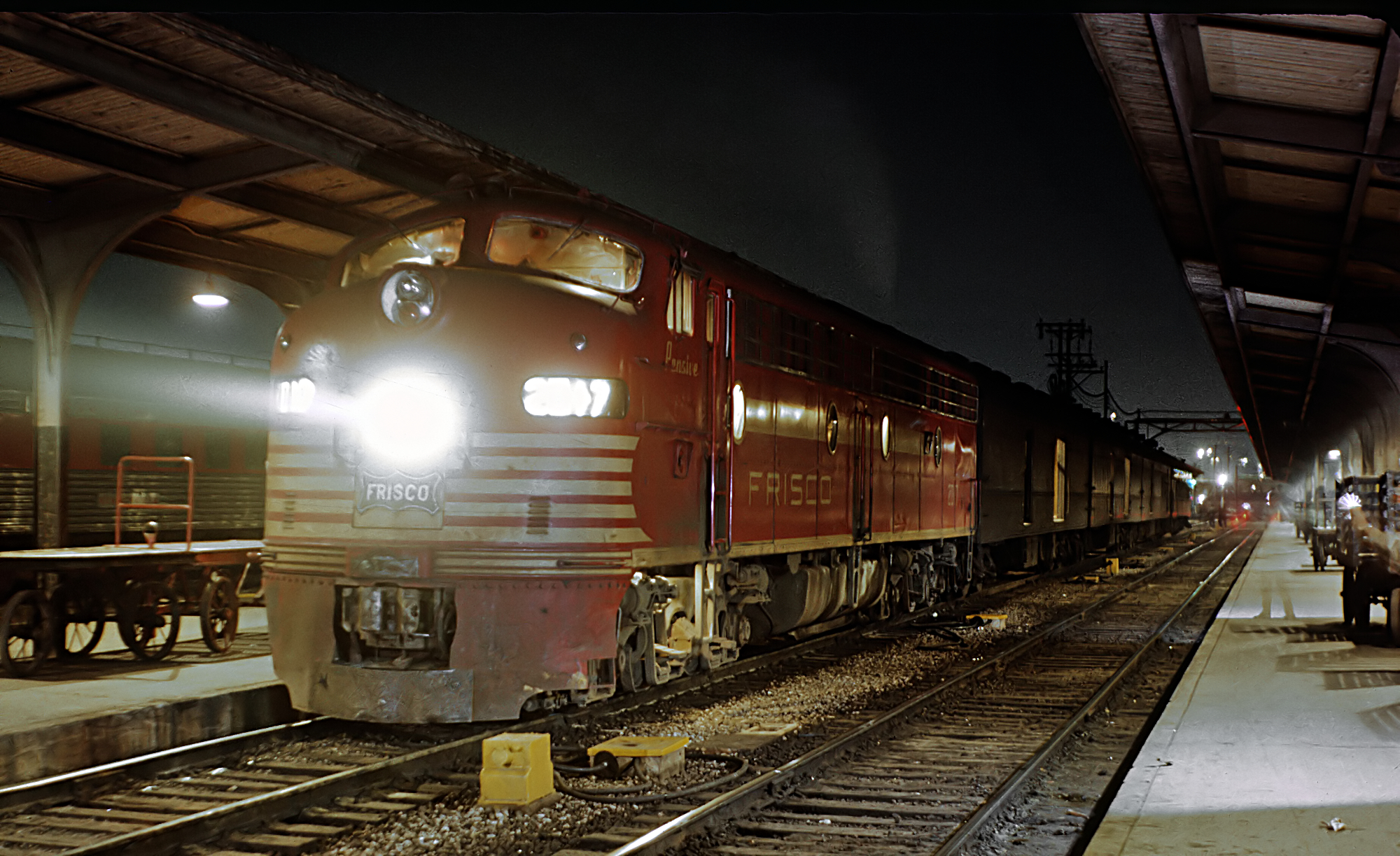
Sunnyland de Frisco en la estación terminal de Birmingham de Birmingham Alabama el 15 de abril de 1963

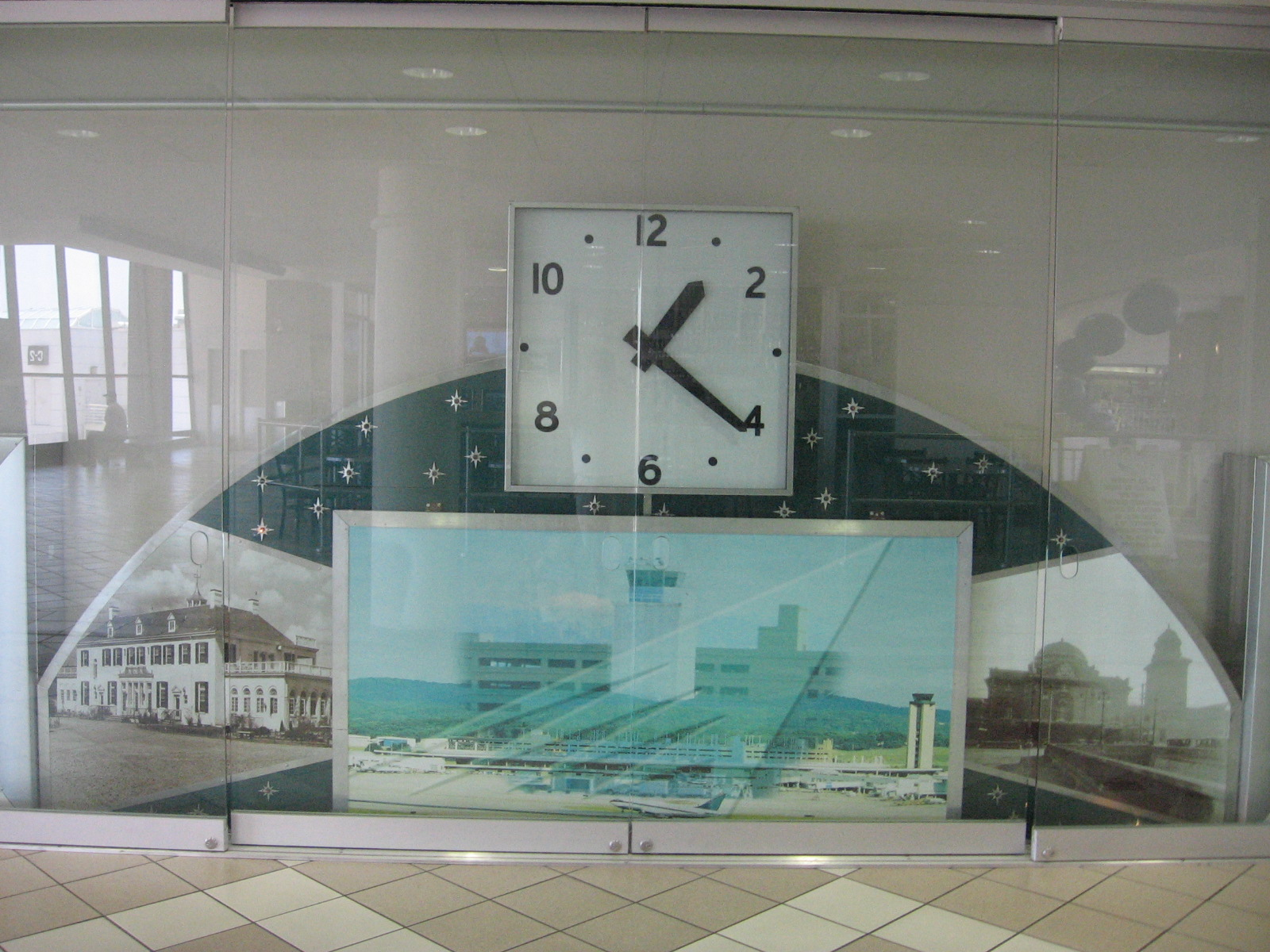
Reloj que se muestra en la terminal del Aeropuerto Internacional de Birmingham que una vez colgó sobre la entrada principal de la Terminal Aérea de Birmingham de 1962. Modificado de su apariencia original, el reloj ahora incluye fotos de los centros de transporte clave que dieron servicio a Birmingham, la terminal actual, la terminal de 1931 y la Terminal Station.

A medida que aumentó el uso de automóviles y los viajes aéreos ganaron popularidad, los viajes en tren sufrieron. Para 1960, solo 26 trenes por día pasaban por la Estación Terminal. A principios de 1969 se redujo a siete trenes. Durante la década de 1960, la estación sirvió como escenario de numerosos pequeños episodios del Movimiento por los Derechos Civiles. Los líderes locales de derechos civiles como Fred Shuttlesworth desafiaron los alojamientos racialmente segregados de la estación y se reunieron multitudes de blancos beligerantes, lo que a veces llevó a la violencia.
En 1969, la Administración del Seguro Social de EE. UU. anunció planes para construir un centro de servicios consolidado en el centro de Birmingham. William Engel, de Engel Realty, armó discretamente un plan para una propiedad de $10 millones de reurbanización para el sitio de la estación en deterioro. La remodelación, que Engel propuso a Southern Railway, entonces el único operador de la estación, incluiría una terminal de tren más pequeña y moderna junto con un nuevo edificio del Seguro Social, dos edificios de oficinas más pequeños y un gran hotel.
El permiso para proceder con la demolición fue otorgado el 30 de junio de 1969 por la Comisión de Servicios Públicos de Alabama . Dejaron de lado los argumentos de numerosos conservacionistas locales que asistieron (incluida la Sociedad Ferroviaria Heart of Dixie, la Sociedad Histórica de Alabama, el Comité de Mujeres de 100 y varios arquitectos locales prominentes) afirmando que solo pueden considerar "la necesidad y la conveniencia de la público viajero". En su estado ruinoso, se consideró que la Estación Terminal ya no satisfacía esas necesidades. En unos pocos meses, el edificio fue demolido por TM Burgin Demolition Company y el sitio se despejó.
En última instancia, los planes de remodelación nunca se hicieron realidad. La Administración del Seguro Social construyó un nuevo edificio de oficinas en otro lugar en 1974. El sitio se convirtió en parte del derecho de paso de Red Mountain Expressway, conectando la autopista US 31 y la autopista US 280 con la interestatal 20 y la interestatal 59. Al utilizar el sitio de la Estación Terminal, se preservó un proyecto de vivienda pública que había sido programado para su demolición.

## Túnel 5.ª Avenida Norte
Un paso subterráneo, localmente llamado "metro", excavado debajo del centro del edificio, lo que permite a los tranvías evitar la terminal y el tráfico ferroviario. En 1926, se erigió un gran letrero eléctrico que decía "Bienvenido a Birmingham, la ciudad mágica" fuera de la estación en el extremo oeste del paso subterráneo. El letrero funcionó como una puerta de entrada para los visitantes que llegaban principalmente por tren y la Quinta Avenida se convirtió en una "fila de hoteles", llena de restaurantes y entretenimientos. El único remanente del edificio demolido que sobrevivió después de 1969 fue el túnel, ahora conocido comúnmente como el túnel 5th Avenue North, que ahora lleva ese camino debajo de la carretera y las vías del tren.